# Tasmanaria monticola
Tasmanaria monticola är en nässeldjursart som beskrevs av Watson och Vervoort 200. Tasmanaria monticola ingår i släktet Tasmanaria och familjen Sertulariidae. Inga underarter finns listade i Catalogue of Life.